# Cisalada (Cigombong)
Cisalada is een bestuurslaag in het regentschap Bogor van de provincie West-Java, Indonesië. Cisalada telt 6699 inwoners (volkstelling 2010).